# Podgradina (Glamoč, BiH)
 Ovo je glavno značenje pojma Podgradina (Glamoč, BiH). Za druga značenja pogledajte Podgradina (razdvojba).
Podgradina je naseljeno mjesto u općini Glamoč, Federacija Bosne i Hercegovine, BiH.

## Stanovništvo

### 1991.
Nacionalni sastav stanovništva 1991. godine, bio je sljedeći:
ukupno: 122
- Srbi - 120
- ostali, neopredijeljeni i nepoznato - 2

### 2013.
Nacionalni sastav stanovništva 2013. godine, bio je sljedeći:
ukupno: 75
- Srbi - 68
- Hrvati - 4
- Bošnjaci - 1
- ostali, neopredijeljeni i nepoznato - 2

## Povijest
Mnogi istraživači teritorij tih dvaju naselja (Podgradine i Vrbe) smatraju jednim arheološkim nalazištem. U Glamočkom polju, pored naselja Podgradina, nalazi se kameni nišan, turban iz „turskog vakta i zemana“, o kojem nema pouzdanih podataka kako je tu dospio i kome je podignut ovaj nadgrobni spomenik. Znanstvenici nisu ni do danas dali precizan odgovor tko, kada i kako je teški kameni blok na još težem kamenom postolju postavio na 3 kamenčića. Postoje pretpostavke i tumačenja, ali nikada nije odgonetnuto. Za znanstvenike ovaj kameni blok, postavljen na tri mala kamena poput stola, pripada stećku koji ima sva obilježja dolmena, no samo po svojim konstruktivnim elementima. Zasigurno je da ne pripada brončanom dobu, već srednjem vijeku (14. ili 15. stoljeće). Za istraživače sve dalje je pod velom tajne.
Prema legendi, ispod ovog kamena pokopani su vladari drevnog grada na Gradini iznad današnjeg naselja Podgradine, a prilikom pokušaja da se razbije kamen i otkrije tajna, krv je prsnula iz procijepa, a jedan kamenčić je iskočio i odletio prema groblju.
Prema trvdnjama starosjedilaca „Kamen na tri piljka“ ne miruje na jednom mjestu. Događa se njegovo "misteriozno" gibanje. Tokom godine pomakne se nekoliko centimetara prema groblju, a sljedeće godine se vraća na prvobitno mjesto.